# Tokyo Revengers
Tokyo Revengers (Nhật: 東京卍リベンジャーズ Hepburn: Tōkyō Ribenjāzu) là một loạt manga do tác giả Wakui Ken viết và vẽ minh họa. Bộ truyện được đăng tải lần đầu trên tạp chí Weekly Shounen Magazine của Kodansha từ tháng 3 năm 2017 và đã được xuất bản thành 31 tập tankōbon. Tính đến thời điểm tháng 3 năm 2024, truyện có tổng số bản phát hành vượt 80 triệu bản trên toàn thế giới. Năm 2020, Tokyo Revengers đoạt giải manga Kodansha lần thứ 44 ở hạng mục shounen.

## Cốt truyện
Hanagaki Takemichi, một chàng trai thất nghiệp 25 tuổi, phát hiện ra rằng bạn gái cũ của cậu, Tachibana Hinata, cũng như em trai cô ấy Tachibana Naoto đã bị giết bởi băng Tokyo Manji (gọi tắt là Toman). Khi Takemichi bị đẩy khỏi nhà ga xuống đường ray, cậu bỗng nhiên quay lại 12 năm trước  (2005). Cậu gặp lại Hinata và báo trước cho Naoto biết về cái chết của cả Naoto và chị cậu vào 12 năm sau. Sau khi hai người bắt tay, Takemichi về 12 năm sau, phát hiện ra rằng mình còn sống, được cứu bởi Naoto, giờ là một cảnh sát. Hóa ra Takemichi đã về quá khứ, tạo ra một nghịch lý thời gian nơi Naoto sống. Naoto đoán rằng mỗi lần bắt tay, Takemichi đều sẽ trở về quá khứ đúng 12 năm trước. Sử dụng những hiểu biết 12 năm sau, Takemichi đã thề sẽ cứu Hinata.

## Nhân vật
Xem danh sách nhân vật trong Tokyo Revengers.

## Manga
Tokyo Revengers - nguyên tác và minh họa bởi Wakui Ken, bắt đầu được xuất bản trong số 13 của tạp chí Weekly Shounen Magazine, phát hành vào ngày 1 tháng 3 năm 2017. Kodansha đã biên soạn các chương của nó thành các tập tankōbon riêng lẻ, tập đầu tiên được xuất bản vào ngày 1 tháng 5 năm 2017. Tại Bắc Mỹ, Kodansha USA bắt đầu phát hành bản kỹ thuật số tiếng Anh của manga vào năm 2018.
Năm 2022, manga Ngoại truyện Tokyo Revengers ~Baji Keisuke lara no Tegami~ (東京卍リベンジャーズ ～場地圭介からの手紙～) được công bố, nội dung tập trung vào hai nhân vật Baji và Chifuyu. Manga do Natsukawaguchi Yukinori thực hiện với sự giám sát của Wakui Ken, bắt đầu đăng thường kỳ từ số 35 của tạp chí Weekly Shōnen Magazine vào ngày 27 tháng 7 cùng năm. Manga cũng được phát hành trên ứng dụng Magazine Pocket.

### Danh sách chương truyện
| 1. Reborn (Tái sinh) 2. Resist (Kháng cự) 3. Resolve (Quyết tâm) 4. Relieve (Giải tỏa) 5. Revolve (Xoay quanh) |

| 1. Return (Trở về) 2. Rejoin (Kháng biện) 3. Reseparate (Giữ lại) 4. Releap (Vượt lại lần nữa) 5. Reply (Phản hồi) 6. Reburn (Đốt lại) 7. Remind (Nhắc nhở) Zero (Số không) 8. Regret (Hối tiếc) 9. Resort (Nghỉ dưỡng) |

| 1. Revive (Hồi sinh) 2. Reignition (Công nhận lại) 3. Redivide (Chia lại) 4. Rechange (Thay đổi lại) 5. Restart (Khởi đầu lại) 6. Reinspire (Truyền cảm hứng lại) 7. Revolt (Bạo loạn) 8. Reconflict (Tái xung đột) 9. Reseek (Tìm lại) |

| 1. Revoke (Rút lại) 2. Rerise (Quật khởi) 3. Realize (Thực hiện) 4. Regain (Giành lại) 5. Reel (Quay cuồng) 6. Respect (Tôn trọng) 7. Recept (Chấp nhận) 8. Recognize (Nhận ra) 9. Rebuild (Tái dựng) 10. Revenge (Trả thù) |

| 1. Darkest hour (Giờ đen tối) 2. Odds and ends (Tàn dư) 3. Anyone's guess (Đoán bất cứ ai) 4. Enter the stage (Bước lên sân khấu) 5. Break up (Tan vỡ) 6. My buddy (Bạn thân) 7. No pain, no gain (Không đau đớn, không vinh quang) 8. Double cross (Lừa gạt) 9. Once upon a time (Ngày xửa ngày xưa) |

| 1. In those day (Trong ngày đó) 2. Screw up (Làm hỏng việc) 3. Take out on (Lạm dụng) 4. Made up my mind (Quyết tâm) 5. Level with (Trung thực) 6. No way (Không thể nào) 7. Grow apart (Xa cách) 8. Before dawn (Trước bình minh) 9. Open fire (Khai chiến) |

| 1. Never fear, I'm here (Đừng sợ, có tôi đây) 2. Turn around (Lật ngược thế cờ) 3. Below the belt (Không công bằng) 4. No match for (Không phù hợp) 5. The one (Bất kỳ người nào) 6. Look up for (Tìm kiếm) 7. Dead or alive (Sống hay chết) 8. Get mad (Nổi điên lên) 9. One and only (Duy nhất) |

| 1. In tears (Nước mắt) 2. Last wishes (Khao khát cuối cùng) 3. One for all (Một người vì mọi người) 4. End of war (Kết thúc xung đột) 5. My fam (Gia đình của tôi) 6. Have an affair (Ngoại tình) 7. Man-crush (Người phải lòng) 8. Sunday best (Chủ nhật tuyệt vời) 9. Big moment (Khoảng khắc lớn) 10. Tide turns (Bắt đầu thay đổi) |

| 1. Same old same old (Không có gì mới) 2. An old tale (Một câu chuyện cũ) 3. A cry baby (Người hùng mít ước) 4. Get back (Quay lại) 5. Let one down (Làm thất vọng) 6. It is what it is (Như thế đó) 7. Gotta go (Nhất định phải đi) 8. Hey, pal (Này, anh bạn) 9. Fuck off (Cút đi) |

| 1. Thicker than water (Đặt hơn ao nước lã) 2. Stand alone (Độc lập) 3. Own up (Thừa nhận) 4. Big brother (Người anh cả) 5. Run errands (Quanh quẩn) 6. Family bonds (Mối quan hệ gia đình) 7. Be serious about (Hãy nghiêm túc về nó) 8. Strange bedfellows (Những người bạn không quen biết) 9. Just gotta do (Phải làm thôi) |

| 1. How you met (Chúng ta đã gặp nhau) 2. Christmas Eve (Đêm Giáng sinh) 3. Miss you (Nhớ bạn) 4. Whip up morale (Chuẩn bị tinh thần) 5. Keep one's vow (Giữ lời thề với người đó) 6. Scaredy-cat (Kẻ nhát gan) 7. The ordeal from God (Lời thử thách từ chúa) 8. Always here for you (Luôn ở đây đợi bạn) 9. Sibling rivalry (Mâu thuẫn giữa anh chị em) |

| 1. Strive together (Cùng nhau phấn đấu) 2. A verbal shot (Một phát súng bằng lời nói) 3. Hundreds of times (Hàng trăm lần) 4. Keep mum (Không nói ra) 5. Salute someone (Lời chào từ ai đó) 6. Mother figure (Dáng vẻ của người mẹ) 7. Christmas night (Đêm Giáng Sinh) 8. No one can match (Không ai có thể sánh được) 9. Dawning of a new era (Bình minh của Kỷ nguyên mới) 10. Tight-knit (Kết chặt) |

| 1. The light of my life (Ánh sáng của đời tôi) 2. Not apt to give any way (Không thể đưa ra bất kỳ cách nào) 3. Best wishes (Lời chúc tốt nhất) 4. Season opener (Khai mạc mùa giải) 5. You're fired (Cậu bị sa thải) 6. You may have my word (Cậu có thể hứa với tôi) 7. On my way home (Trên đường về nhà tôi) 8. Turn over a new leaf (Một khởi đầu mới) 9. Far from home (Xa nhà) |

| 1. Last order (Lời gọi cuối cùng) 2. Life comes and goes (Cuộc đời đến rồi lại đi) 3. Too late to be sorry (Quá muộn để xin lỗi) 4. Can take it (Có thể lấy nó) 5. Last but not least (Cuối cùng nhưng cũng không kém phần quan trọng) 6. Twin to dragon (Song long) 7. You're not my type (Cậu không phải là mẫu người của tôi) 8. When it rains, it pours (Khi trời mưa, là lụt) 9. Brother in arms (Anh em như thể chân tay) |

| 1. Two peas in a pod (Như hai giọt nước) 2. Be fuzzy (Hãy mờ nhạt) 3. Gang of four (Tứ Nhân Bang ) 4. The longest day (Ngày dài nhất) 5. Pep party (Đội náo nhiệt) 6. Rest in peace (An nghỉ) 7. The big baddy (Kẻ ác lớn) 8. Sell out (Bán sạch) 9. Mortal enemy (Kẻ thù không đội trời chung) |

| 1. Even I can (Thậm chí tôi có thể) 2. My lot in life (Số phận của tôi trong cuộc sống) 3. Run out of patience (Mất hết kiên nhẫn) 4. Stick together (Gắn bó với nhau) 5. Make an exeption (Tạo ra một ngoại lệ) 6. Back-stab (Phản bội) 7. Lay out a plan (Lập ra một kế hoạch) 8. Family tree (Cây phả hệ) 9. Come back to life (Sống lại) |

| 1. Big-hearted (Rộng lượng) 2. Go-to guy (Một người đáng tin cậy) 3. A bad hunch (Một linh cảm tồi tệ) 4. The roof of all evil (Gốc rễ của mọi tội lỗi) 5. Don't freak out (Đừng lo lắng) 6. Arch villan (Phản diện cực đoan) 7. Damn it (Chết tiệt) 8. Just do it (Cứ làm đi) 9. Rise against (Chống lại) |

| 1. NoctoKing (Dạ hoàng) 2. Be in the van (Một trong những người đi trước) 3. Turn the tide (Tình thế thay đổi) 4. A den of iniquity (Một tội ác) 5. Money monger (Kẻ buôn tiền) 6. Untamed heart (Trái tim chưa được cứu rỗi) 7. I know in my head ( Tôi biết trong tâm trí tôi) 8. Stand no chance (Không có cơ hội) 9. The Baby of the family (Đứa em trong gia đình) |

| 1. The blue orge (Quỷ xanh) 2. Awake my potential (Đánh thức tiềm năng) 3. Head the list (Đứng đầu trong danh sách) 4. Things change,but not all (Mọi thứ điều thay đổi, nhưng không phải là tất cả) 5. Brave heart (Lòng dũng cảm) 6. Who wouldn't (Ai sẽ không) 7. Headliner (Hành động bị thu hút) 8. The home front (Hậu phương trong thời chiến) 9. Homecoming (Trở về nhà) |

| 1. Showdown at the summit (Cuộc chiến thượng đỉnh) 2. Lose your touch (Mất liên lạc) 3. The one and only (Người duy nhất) 4. Nothing is left (Không còn gì cả) 5. Adomonitions are not sweet (Lời khuyên không ngọt ngào) 6. What was been left (Những gì còn lại) 7. Déracinée (Loại bỏ) 8. Paradise lost (Thiên đường đã mất) 9. End of standoff (Kết thúc bế tắc) |

| 1. Run after (Đuổi theo sau) 2. Take a vow (Thực hiện một lời thề) 3. Present to the mind (Món quà trong tâm trí) 4. Lay the plan (Lập kế hoạch) 5. Wind something up (Kết thúc điều gì đó) 6. Meet his fate (Cuộc gặp gỡ định mệnh ấy) 7. It's been real (Đó là sự thật) 8. Way to go (Con đường để đi) 9. The lion of the day (Người mà thiên hạ chú ý) |

| 1. Break up (Chia tay) 2. Until next time (Cho đến lần sau) 3. Be the world to me (Là cả thế giới đối với tôi) 4. Just be close at hand (Chỉ gần trong tầm tay) 5. Feel great! (Cảm thấy tuyệt vời!) 6. The keepsake (Vật kỷ niệm) 7. Lingering scent (Mùi hương kéo dài) 8. Can say that again (Có thể nói lại điều đó) 9. Be left behind the times (Bị bỏ lại sau thời đại) |

| 1. Lose myself in memory (Đánh mất bản thân trong ký ức) 2. Sincerely yours (Lời chân thành) 3. Crack a smile (Mỉm cười) 4. What's up? (Có chuyện gì thế?) 5. Get away (Tránh xa) 6. Don't give a damn (Đừng quan tâm) 7. Give me a hand (Đưa tay cho tôi) 8. The pecaresque (Cuộc dã ngoại) 9. Let you down (Làm bạn thất vọng) |

| 1. The final act (Hành động cuối cùng) 2. Turbulent period (Thời kỳ hỗn loạn) 3. Get a grip (Nắm chặt) 4. Face the music (Đối mặt với thực tế) 5. The law of the jungle (Luật của kẻ mạnh nhất) 6. Battle of the titans (Trận chiến giữa những người khổng lồ) 7. Living legends (Huyền thoại sống) 8. The engine fired (Động cơ nổ máy) 9. After a storm comes calm (Sau cơn mưa trời lại nắng) |

| 1. Shows her color (Thể hiện bản chấn của cô ấy) 2. Have never seen anything like it (Chưa bao giờ thấy bất cứ điều gì giống như vậy) 3. Queen it over (Làm như bà chúa) 4. A sense of foreboding (Một cảm giác báo trước) 5. Bull's-eye (Trung tâm điểm) 6. Ups and downs of his face (Những thăng trầm của khuôn mặt anh ấy) 7. Give back (Trả lại) 8. Good old days (Những ngày tươi đẹp) 9. Cutthroat (Khốc liệt) |

| 1. Free-for-all (Cuộc loạn đả) 2. Dynamic duo (Bộ đôi năng động) 3. Gangster (Dân giang hồ) 4. Beat hell out of (Đánh bại kẻ đó) 5. Go easy on (Đối xử nhẹ nhàng) 6. Get stuck-up (Bế tắt) 7. Blood-chilling (Ớn lặng) 8. It takes two to tango (Cần sự hợp tác của cả hai phía) 9. Better late than never (Muộn còn hơn không) |

| 1. There is no mending (Không có sữa chữa) 2. Just be yourself (Hãy cứ là chính mình) 3. Band of brothers (Chiến hữu) 4. Make allies (Làm đồng minh) 5. Really into it (Thật sự thích nó) 6. Steel the show (Cướp buổi trình diễn) 7. Go into retirement (Nghỉ hưu) 8. A forced smile (Một nụ cười gượng gạo) 9. Inherit the crown (Thừa kế vương miệng) |

| 1. Wide array of (Mảng rộng) 2. The showdown battle (Cuộc chiến hạ màn) 3. Grow up to (Trưởng thành) 4. Giant killing (Giết người khổng lồ) 5. Hey dude (Này anh bạn) 6. Long time no see (Đã lâu không gặp) 7. Good chemistry (Hợp tác tốt) 8. Turn the table (Lật ngược thế cờ) 9. Get out of hand (Tránh xa) |

| 1. Bring back (Mang trở lại) 2. The worst is come (Điều tồi tệ nhất đã đến) 3. Train wreck (Tai nạn xe lửa) 4. Holy cow! (Chúa ơi!) 5. Behind the scenes (Hậu trường) 6. Tipping point (Điểm bùng) 7. Strange bedfellows (Người bạn không quen biết) 8. Like a something demoniac (Giống như một thứ gì đó của ma quỷ) 9. Squaring off against (Chống lại) |

| 1. Opposite sides of the same coin (Hai mặt cùng một đồng xu) 2. To rout and ravages (Tàn phá) 3. Be strong (Mạnh mẽ lên) 4. Not only the force but also... (Không chỉ có sức lực mà còn...) 5. Stand by me (Đứng bên tôi) 6. Make vision a reality (Biến tầm nhìn thành hiện thực) 7. To signal a counterattack (Để báo trước một cuộc phản công) 8. Another such (Một thứ khác) 9. All things must pass (Tất cả mọi người phải vượt qua) |

| 1. Worth my while (Đánh giá của tôi) 2. Empty wish (Điều ước trống rỗng) 3. Over again (Lặp lại) 4. Carry on (Tiếp tục) 5. No holding back (Không nương tay) 6. Cold heated (Vô cảm) 7. Get over (Vượt qua) 8. At last (Cuối cùng) 9. Revengers (Những kẻ bảo thù) |

### Character book / Fanbook / Artbook
| Tên sách                                                            | Ngày phát hành (tại Nhật Bản) | ISBN                   |
| ------------------------------------------------------------------- | ----------------------------- | ---------------------- |
| Tokyo Revengers Character Book Thiên Thượng Thiên Hạ                | Ngày 16 tháng 4 năm 2021      | ISBN 978-4-06-522988-0 |
| Tokyo Revengers Starter Set 1~4                                     | Ngày 30 tháng 6 năm 2021      | ISBN 978-4-06-524577-4 |
| Tokyo Revengers Official Visual Book                                | Ngày 9 tháng 7 năm 2021       | ISBN 978-4-06-524641-2 |
| Tokyo Revengers TV Anime Official Guide Book                        | Ngày 16 tháng 7 năm 2021      | ISBN 978-4-06-524025-0 |
| TV Anime Tokyo Revengers Postcard Book                              | Ngày 17 tháng 12 năm 2021     | ISBN 978-4-06-526334-1 |
| Tokyo Revengers TV Anime Official Guild Book Definitive Edition     | Ngày 17 tháng 1 năm 2022      | ISBN 978-4-06-526605-2 |
| Tokyo Revengers Character Book 2: Valhalla - Hắc Long               | Ngày 15 tháng 4 năm 2022      | ISBN 978-4-06-527587-0 |
| TV Anime Tokyo Revengers Clear File Book vol.1                      | Ngày 26 tháng 4 năm 2022      | ISBN 978-4-06-527837-6 |
| Tokyo Revengers Coloring Postcard Book (bản nguyên tác)             | Ngày 3 tháng 6 năm 2022       | ISBN 978-4-06-527839-0 |
| Tokyo Revengers Character Book 3: Thiên Trúc                        | Ngày 17 tháng 6 năm 2022      | ISBN 978-4-06-528201-4 |
| Tokyo Revengers Full Color Short Stories 1 - SO YOUNG               | Ngày 17 tháng 8 năm 2022      | ISBN 978-4-06-528848-1 |
| Tokyo Revengers Revenge Kanji Drill                                 | Ngày 19 tháng 8 năm 2022      | ISBN 978-4-06-529267-9 |
| TV Anime Tokyo Revengers Coloring Postcard Book                     | Ngày 4 tháng 10 năm 2022      | ISBN 978-4-06-527840-6 |
| Tokyo Revengers Full Color Short Stories 2 - STAY GOLD              | Ngày 17 tháng 1 năm 2023      | ISBN 978-4-06-529611-0 |
| Tokyo Revengers Character Directory - REMEMBER YOU!                 | Ngày 17 tháng 1 năm 2023      | ISBN 978-4-06-530321-4 |
| TV Anime Tokyo Revengers Clear File Book vol.2                      | Ngày 24 tháng 1 năm 2023      | ISBN 978-4-06-530087-9 |
| Chiikawa Rivengers Clear File Book                                  | Ngày 2 tháng 2 năm 2023       | ISBN 978-4-06-530745-8 |
| Tokyo Revengers Danh Ngôn Karuta                                    | Ngày 16 tháng 2 năm 2023      | ISBN 978-4-06-530883-7 |
| Tokyo Revengers Time Leap Calendar                                  | Ngày 15 tháng 3 năm 2023      | ISBN 978-4-06-530884-4 |
| TV Anime Tokyo Revengers Postcard Book - Quyết Chiến Đêm Giáng Sinh | Ngày 20 tháng 4 năm 2023      | ISBN 978-4-06-530646-8 |
| Movie Tokyo Revengers 2 - Halloween Đẫm Máu: Vận Mệnh Photobook     | Ngày 26 tháng 4 năm 2023      | ISBN 978-4-06-531453-1 |
| Tokyo Revengers English Conversation                                | Ngày 15 tháng 6 năm 2023      | ISBN 978-4-06-531781-5 |
| Movie Tokyo Revengers 2 - Halloween Đẫm Máu: Quyết Chiến Photobook  | Ngày 5 tháng 7 năm 2023       | ISBN 978-4-06-531452-4 |

### Phiên bản Full Color
| Tên sách                                        | Ngày phát hành (tại Nhật Bản) | ISBN                   |
| ----------------------------------------------- | ----------------------------- | ---------------------- |
| Tokyo Revengers Brilliant Full Color Edition 1  | Ngày 17 tháng 1 năm 2023      | ISBN 978-4-06-530319-1 |
| Tokyo Revengers Brilliant Full Color Edition 2  | Ngày 17 tháng 1 năm 2023      | ISBN 978-4-06-530320-7 |
| Tokyo Revengers Brilliant Full Color Edition 3  | Ngày 17 tháng 2 năm 2023      | ISBN 978-4-06-530533-1 |
| Tokyo Revengers Brilliant Full Color Edition 4  | Ngày 17 tháng 2 năm 2023      | ISBN 978-4-06-530531-7 |
| Tokyo Revengers Brilliant Full Color Edition 5  | Ngày 16 tháng 3 năm 2023      | ISBN 978-4-06-530925-4 |
| Tokyo Revengers Brilliant Full Color Edition 6  | Ngày 16 tháng 3 năm 2023      | ISBN 978-4-06-530926-1 |
| Tokyo Revengers Brilliant Full Color Edition 7  | Ngày 17 tháng 4 năm 2023      | ISBN 978-4-06-531251-3 |
| Tokyo Revengers Brilliant Full Color Edition 8  | Ngày 17 tháng 4 năm 2023      | ISBN 978-4-06-531252-0 |
| Tokyo Revengers Brilliant Full Color Edition 9  | Ngày 17 tháng 5 năm 2023      | ISBN 978-4-06-531574-3 |
| Tokyo Revengers Brilliant Full Color Edition 10 | Ngày 17 tháng 5 năm 2023      | ISBN 978-4-06-531568-2 |
| Tokyo Revengers Brilliant Full Color Edition 11 | Ngày 15 tháng 6 năm 2023      | ISBN 978-4-06-531883-6 |
| Tokyo Revengers Brilliant Full Color Edition 12 | Ngày 15 tháng 6 năm 2023      | ISBN 978-4-06-531884-3 |
| Tokyo Revengers Brilliant Full Color Edition 13 | Ngày 14 tháng 7 năm 2023      | ISBN 978-4-06-532180-5 |
| Tokyo Revengers Brilliant Full Color Edition 14 | Ngày 14 tháng 7 năm 2023      | ISBN 978-4-06-532181-2 |
| Tokyo Revengers Brilliant Full Color Edition 15 | Ngày 17 tháng 8 năm 2023      | ISBN 978-4-06-532592-6 |
| Tokyo Revengers Brilliant Full Color Edition 16 | Ngày 17 tháng 8 năm 2023      | ISBN 978-4-06-532593-3 |
| Tokyo Revengers Brilliant Full Color Edition 17 | Ngày 14 tháng 9 năm 2023      | ISBN 978-4-06-533043-2 |
| Tokyo Revengers Brilliant Full Color Edition 18 | Ngày 14 tháng 9 năm 2023      | ISBN 978-4-06-533044-9 |
| Tokyo Revengers Brilliant Full Color Edition 19 | Ngày 17 tháng 10 năm 2023     | ISBN 978-4-06-533156-9 |
| Tokyo Revengers Brilliant Full Color Edition 20 | Ngày 17 tháng 10 năm 2023     | ISBN 978-4-06-533147-7 |
| Tokyo Revengers Brilliant Full Color Edition 21 | Ngày 16 tháng 11 năm 2023     | ISBN 978-4-06-533556-7 |
| Tokyo Revengers Brilliant Full Color Edition 22 | Ngày 16 tháng 11 năm 2023     | ISBN 978-4-06-533551-2 |
| Tokyo Revengers Brilliant Full Color Edition 23 | Ngày 15 tháng 12 năm 2023     | ISBN 978-4-06-533900-8 |
| Tokyo Revengers Brilliant Full Color Edition 24 | Ngày 15 tháng 12 năm 2023     | ISBN 978-4-06-533902-2 |
| Tokyo Revengers Brilliant Full Color Edition 25 | Ngày 17 tháng 1 năm 2024      | ISBN 978-4-06-534177-3 |
| Tokyo Revengers Brilliant Full Color Edition 26 | Ngày 17 tháng 1 năm 2024      | ISBN 978-4-06-534184-1 |
| Tokyo Revengers Brilliant Full Color Edition 27 | Ngày 16 tháng 2 năm 2024      | ISBN 978-4-06-534558-0 |
| Tokyo Revengers Brilliant Full Color Edition 28 | Ngày 16 tháng 2 năm 2024      | ISBN 978-4-06-534562-7 |
| Tokyo Revengers Brilliant Full Color Edition 29 | Ngày 15 tháng 3 năm 2024      | ISBN 978-4-06-534875-8 |
| Tokyo Revengers Brilliant Full Color Edition 30 | Ngày 15 tháng 3 năm 2024      | ISBN 978-4-06-534876-5 |
| Tokyo Revengers Brilliant Full Color Edition 31 | Ngày 17 tháng 4 năm 2024      | ISBN 978-4-06-535170-3 |

## Quảng cáo năm mới 2022 của NXB Kodansha
NXB Kodansha trong ngày đầu năm mới (1/1/2022) đã đăng bài quảng cáo "Open New Stories" (sau khi năm 2021 đưa ra logo mới và triết lí "Inspire Impossible Stories") trên 3 thời báo quốc gia Nhật Bản là Yomiuri Shimpun (Mikey), Asahi Shimpun (Takemichi), Mainichi Shimpun (Draken).

## Chiến dịch hợp tác cùng Chính phủ Nhật Bản
Chính phủ Nhật Bản đã hợp tác cùng Tokyo Revengers trong một chiến dịch truyền tải thông điệp "Hãy tạo dựng tương lai nào những người trưởng thành mới!", để đánh thức sự chú ý và động viên những người thành niên mới về việc "giảm độ tuổi thành niên" từ 20 xuống 18 (từ 1/4/2022) với những điểm cần lưu ý.

## TV Anime
Vào ngày 18 tháng 6 năm 2020, đã có thông báo rằng Tokyo Revengers sẽ được chuyển thể thành một bộ anime truyền hình phát sóng vào tháng 4 năm 2021. Anime phát sóng chính thức từ ngày 11 tháng 4 năm 2021 và có tất cả 24 tập.
Ngày 18 tháng 12 năm 2021, quyết định sản xuất TV Anime Season 2 mang tên Tokyo Revengers: Seiya Kessen-hen đã được công bố. Anime phát sóng từ ngày 8 tháng 1 năm 2023 và có tất cả 12 tập.
Ngày 2 tháng 4 năm 2023, quyết định sản xuất TV Anime Season 3 mang tên Tokyo Revengers: Tenjiku-hen đã được công bố. Anime phát sóng từ tháng 10 năm 2023.

### Tokyo Revengers (Season 1)

#### Nhân sự
- Nguyên tác: Wakui Ken
- Đạo diễn: Hatsumi Kōichi
- Tổ chức series: Mutō Yasuyuki
- Thiết kế nhân vật: Ōnuki Ken'ichi, Ōta Keiko
- Âm nhạc: Tsutomi Hiroaki
- Sản xuất: Ủy ban chế tác Anime "Tokyo Revengers"
- Bài hát chủ đề:

1. "Cry Baby" - Official Hige Dandism (opening)
2. "Koko de Iki wo Shite" (ここで息をして?) - eill (ending 1)
3. "Tokyo Wonder" - Nakimushi (ending 2)

#### Danh sách tập phim
| TT. | Tiêu đề            | Đạo diễn                         | Biên kịch     | Phân cảnh         | Ngày phát hành gốc  |
| --- | ------------------ | -------------------------------- | ------------- | ----------------- | ------------------- |
| 1   | "Reborn"           | Tamagawa Makoto                  | Mutō Yasuyuki | Tagashira Shinobu | 11 tháng 4 năm 2021 |
| 2   | "Resist"           | Tachibana Saori                  | Mutō Yasuyuki | Tachibana Saori   | 18 tháng 4 năm 2021 |
| 3   | "Resolve"          | Asano Katsuya                    | Mutō Yasuyuki | Asano Katsuya     | 25 tháng 4 năm 2021 |
| 4   | "Return"           | Takahiro Ono                     | Tomita Yoriko | Yūichi Abe        | 2 tháng 5 năm 2021  |
| 5   | "Releap"           | Yano Takanori                    | Mutō Yasuyuki | Kawabata Takashi  | 9 tháng 5 năm 2021  |
| 6   | "Regret"           | Kujō Rion                        | Tomita Yoriko | Tagashira Shinobu | 16 tháng 5 năm 2021 |
| 7   | "Revive"           | Harima Yū                        | Mutō Yasuyuki | Nakahara Rei      | 23 tháng 5 năm 2021 |
| 8   | "Rechange"         | Tamagawa Makoto                  | Mutō Yasuyuki | Tagashira Shinobu | 30 tháng 5 năm 2021 |
| 9   | "Revolt"           | Yamauchi Aimi                    | Tomita Yoriko | Yamauchi Aimi     | 6 tháng 6 năm 2021  |
| 10  | "Rerise"           | Harima Yū                        | Mutō Yasuyuki | Tachibana Saori   | 13 tháng 6 năm 2021 |
| 11  | "Respect"          | Aoyagi Ryūhei                    | Takagi Seiko  | Tagashira Shinobu | 20 tháng 6 năm 2021 |
| 12  | "Revenge"          | Kuhara Ken'ichi                  | Takagi Seiko  | Kuhara Ken'ichi   | 27 tháng 6 năm 2021 |
| 13  | "Odds and Ends"    | Ueno Fumihiro                    | Tomita Yoriko | Tagashira Shinobu | 4 tháng 7 năm 2021  |
| 14  | "Break up"         | Handa Daiki                      | Tomita Yoriko | Handa Daiki       | 11 tháng 7 năm 2021 |
| 15  | "No Pain, no gain" | Kawana Kana                      | Takagi Seiko  | Tagashira Shinobu | 18 tháng 7 năm 2021 |
| 16  | "Once upon a time" | Kujō Rion                        | Mutō Yasuyuki | Nishida Masayoshi | 25 tháng 7 năm 2021 |
| 17  | "No way"           | Aoyagi Ryūhei                    | Tomita Yoriko | Tachibana Saori   | 1 tháng 8 năm 2021  |
| 18  | "Open Fire"        | Kuhara Ken'ichi                  | Takagi Seiko  | Kuraha Ken'ichi   | 8 tháng 8 năm 2021  |
| 19  | "Turn around"      | Nomata Noriyuki                  | Mutō Yasuyuki | Nishida Masayoshi | 15 tháng 8 năm 2021 |
| 20  | "Dead or Alive"    | Harima Yū                        | Mutō Yasuyuki | Nishida Masayoshi | 22 tháng 8 năm 2021 |
| 21  | "One and only"     | Kawana Kana                      | Mutō Yasuyuki | Nishida Masayoshi | 29 tháng 8 năm 2021 |
| 22  | "One for all"      | Kujō Rion                        | Tomita Yoriko | Nakano Ryōko      | 5 tháng 9 năm 2021  |
| 23  | "End of war"       | Itabisashi Michiru, Nakahara Rei | Takagi Seiko  | Ōya Yūji          | 12 tháng 9 năm 2021 |
| 24  | "A Cry baby"       | Aritomi Kōji                     | Mutō Yasuyuki | Nakano Ryōko      | 19 tháng 9 năm 2021 |

##### Mini anime
Phiên bản anime chibi hóa với thời lượng ngắn của Tokyo Revengers, có tên là ChibiReve (ちびりべ ChibiReve,  "Chibi Revengers"), do Studio Puyukai sản xuất, bắt đầu được đăng tải theo tuần trên kênh YouTube của anime từ ngày 12 tháng 4 năm 2021. Nội dung của phiên bản này mô tả cuộc sống thường ngày của các nhân vật chính.

#### Product

##### Blu-ray/ DVD
| Tập | Ngày phát hành           | Tập phát sóng   | Mã sản phẩm tiêu chuẩn | Mã sản phẩm tiêu chuẩn |
| Tập | Ngày phát hành           | Tập phát sóng   | Blu-ray                | DVD                    |
| --- | ------------------------ | --------------- | ---------------------- | ---------------------- |
| 1   | Ngày 16 tháng 6 năm 2021 | Tập 1 - tập 4   | PCXP-50831             | PCBP-54431             |
| 2   | Ngày 7 tháng 7 năm 2021  | Tập 5 - tập 8   | PCXP-50832             | PCBP-54432             |
| 3   | Ngày 4 tháng 8 năm 2021  | Tập 9 - tập 12  | PCXP-50833             | PCBP-54433             |
| 4   | Ngày 1 tháng 9 năm 2021  | Tập 13 - tập 16 | PCXP-50834             | PCBP-54434             |
| 5   | Ngày 6 tháng 10 năm 2021 | Tập 17 - tập 20 | PCXP-50835             | PCBP-54435             |
| 6   | Ngày 4 tháng 11 năm 2021 | Tập 21 - tập 24 | PCXP-50836             | PCBP-54436             |

##### Blu-ray BOX
| Tập | Ngày phát hành           | Tập phát sóng   | Mã sản phẩm tiêu chuẩn |
| --- | ------------------------ | --------------- | ---------------------- |
| 1   | Ngày 9 tháng 11 năm 2022 | Tập 1 - tập 12  | PCXP-60116             |
| 2   | Ngày 7 tháng 12 năm 2022 | Tập 13 - tập 24 | PCXP-60117             |

##### Music
| Tên                           | Ngày phát hành           | Mã sản phẩm tiêu chuẩn |
| ----------------------------- | ------------------------ | ---------------------- |
| Original Soundtrack           | Ngày 7 tháng 7 năm 2021  | PCCG-2023              |
| TV Anime Tokyo Revengers EP01 | Ngày 21 tháng 7 năm 2021 | PCCG-02030             |
| TV Anime Tokyo Revengers EP02 | Ngày 15 tháng 9 năm 2021 | PCCG-02031             |
| TV Anime Tokyo Revengers EP03 | Ngày 18 tháng 5 năm 2022 | PCCG-02141             |

### Tokyo Revengers - Quyết chiến đêm Giáng sinh (Season 2)

#### Nhân sự
- Nguyên tác: Wakui Ken
- Đạo diễn: Hatsumi Kōichi
- Tổ chức series: Mutō Yasuyuki
- Thiết kế nhân vật: Ōnuki Ken'ichi, Ōta Keiko
- Âm nhạc: Tsutomi Hiroaki
- Sản xuất: Ủy ban chế tác Anime "Tokyo Revengers"
- Bài hát chủ đề:

1. "White Noise" - Official Hige Dandism (opening)
2. "Kizutsukedo, Aishiteru." (傷つけど、愛してる。?) - tsuyu (ending)

#### Danh sách tập phim
| TT. | Tiêu đề                  | Ngày phát hành gốc  |
| --- | ------------------------ | ------------------- |
| 25  | "It is what it is"       | 8 tháng 1 năm 2023  |
| 26  | "Gotta go"               | 15 tháng 1 năm 2023 |
| 27  | "Stand alone"            | 22 tháng 1 năm 2023 |
| 28  | "Family bonds"           | 29 tháng 1 năm 2023 |
| 29  | "Christmas Eve"          | 5 tháng 2 năm 2023  |
| 30  | "Whip up morale"         | 12 tháng 2 năm 2023 |
| 31  | "Sibling rivalry"        | 19 tháng 2 năm 2023 |
| 32  | "Strive together"        | 26 tháng 2 năm 2023 |
| 33  | "Dawning of a new era"   | 5 tháng 3 năm 2023  |
| 34  | "The light of my life"   | 12 tháng 3 năm 2023 |
| 35  | "On my way home"         | 19 tháng 3 năm 2023 |
| 36  | "Last order"             | 26 tháng 3 năm 2023 |
| 37  | "When it rains,it pours" | 2 tháng 4 năm 2023  |

#### Product

##### Blu-ray/ DVD
| Tập | Ngày phát hành           | Tập phát sóng   | Mã sản phẩm tiêu chuẩn | Mã sản phẩm tiêu chuẩn |
| Tập | Ngày phát hành           | Tập phát sóng   | Blu-ray                | DVD                    |
| --- | ------------------------ | --------------- | ---------------------- | ---------------------- |
| 1   | Ngày 15 tháng 3 năm 2023 | Tập 25 - tập 29 | PCXP-50951             | PCBP-54731             |
| 2   | Ngày 19 tháng 4 năm 2023 | Tập 30 - tập 33 | PCXP-50952             | PCBP-54732             |
| 3   | Ngày 24 tháng 5 năm 2023 | Tập 34 - tập 37 | PCXP-50953             | PCBP-54733             |

##### Music
| Tên                           | Ngày phát hành           | Mã sản phẩm tiêu chuẩn |
| ----------------------------- | ------------------------ | ---------------------- |
| TV Anime Tokyo Revengers EP04 | Ngày 15 tháng 3 năm 2023 | PCCG-02226             |

### Tokyo Revengers - Thiên Trúc (Season 3)

#### Nhân sự
- Nguyên tác: Wakui Ken
- Đạo diễn: Hatsumi Kōichi
- Tổ chức series: Mutō Yasuyuki
- Thiết kế nhân vật: Ōnuki Ken'ichi, Ōta Keiko
- Âm nhạc: Tsutomi Hiroaki
- Sản xuất: Ủy ban chế tác Anime "Tokyo Revengers"
- Bài hát chủ đề:

1. "White Noise" - Official Hige Dandism (opening)
2. "Say My Name" - HEY-SMITH (ending)

#### Danh sách tập phim
| TT. | Tiêu đề               | Ngày phát hành gốc   |
| --- | --------------------- | -------------------- |
| 38  | "The longest day"     | 3 tháng 10 năm 2023  |
| 39  | "Mortal enemy"        | 10 tháng 10 năm 2023 |
| 40  | "Run out of patience" | 17 tháng 10 năm 2023 |
| 41  | "Come back to life"   | 24 tháng 10 năm 2023 |
| 42  | "A bad hunch"         | 31 tháng 10 năm 2023 |
| 43  | "Rise against"        | 7 tháng 11 năm 2023  |
| 44  | "Turn the tide"       | 14 tháng 11 năm 2023 |
| 45  | "I know in my head"   | 21 tháng 11 năm 2023 |
| 46  | "The blue ogre"       | 28 tháng 11 năm 2023 |
| 47  | "Brave heart"         | 5 tháng 12 năm 2023  |
| 48  | "Nothing is left"     | 12 tháng 12 năm 2023 |
| 49  | "Paradise lost"       | 19 tháng 12 năm 2023 |
| 50  | "Meet his fate"       | 26 tháng 12 năm 2023 |

#### Product

##### Blu-ray/ DVD
| Tập | Ngày phát hành           | Tập phát sóng   | Mã sản phẩm tiêu chuẩn | Mã sản phẩm tiêu chuẩn |
| Tập | Ngày phát hành           | Tập phát sóng   | Blu-ray                | DVD                    |
| --- | ------------------------ | --------------- | ---------------------- | ---------------------- |
| 1   | Ngày 17 tháng 1 năm 2024 | Tập 38 - tập 41 | PCXP-51041             | PCBP-54811             |
| 2   | Ngày 7 tháng 2 năm 2024  | Tập 42 - tập 45 | PCXP-51042             | PCBP-54812             |
| 3   | Ngày 6 tháng 3 năm 2024  | Tập 46 - tập 50 | PCXP-51043             | PCBP-54813             |

##### Music
| Tên                                                           | Ngày phát hành            | Mã sản phẩm tiêu chuẩn |
| ------------------------------------------------------------- | ------------------------- | ---------------------- |
| Original Soundtrack - Quyết chiến đêm Giáng Sinh + Thiên Trúc | Ngày 20 tháng 12 năm 2023 | PCCG-02316             |
| TV Anime Tokyo Revengers EP05                                 | Ngày 20 tháng 12 năm 2023 | PCCG-02317             |

## Live-Action Movie (Phim điện ảnh)

### Tokyo Revengers
Việc sản xuất phim live-action Tokyo Revengers được công bố vào tháng 2 năm 2020. Phim do Tsutomu Hanabusa làm đạo diễn và dàn diễn viên gồm Kitamura Takumi, Yamada Yūki, Sugino Yosuke, Suzuki Nobuyuki, Isomura Hayato, Mamiya Shotaro và Yoshizawa Ryo. Vào tháng 4 năm 2020, có thông báo rằng đoàn làm phim đã tạm dừng quay phim do đại dịch COVID-19. Ban đầu bộ phim dự kiến công chiếu tại Nhật Bản vào ngày 9 tháng 10 năm 2020, nhưng do ảnh hưởng liên tục của dịch COVID-19, phim phải dời lịch công chiếu sang ngày 9 tháng 7 năm 2021.
Tính đến tháng 9 năm 2021, bộ phim có mức doanh thu đạt hơn 4.5 tỉ yên (khoảng 39.42 triệu USD) với 3.35 triệu vé vào cửa tính riêng tại thị trường Nhật Bản, trở thành phim điện ảnh có doanh thu cao thứ tư Nhật Bản năm 2021. Nếu tính riêng mảng Live-Action Movie thì Tokyo Revengers có doanh thu cao nhất năm 2021.
| Nguyên tác         | Wakui Ken                                          |
| Đạo diễn           | Hanabusa Tsutomu                                   |
| Kịch bản           | Takahashi Izum                                     |
| Âm nhạc:           | Yamada Yutaka                                      |
| Bài hát chủ đề:    | "Namae wo Yobu yo" - SUPER BEAVER                  |
| Phụ trách chế tác: | Ishihara Takashi, Ikeda Hiroyuki, Matsumoto Tomoki |
| Sản xuất           | Okada Shouta, Inaba Naohito                        |
| Quay phim:         | Ezaki Tomoo                                        |
| Phân phối          | Warner Bros. Japan                                 |
| Chế tác            | Ủy ban chế tác phim điện ảnh "Tokyo Revengers"     |

#### Nhân sự
- Nguyên tác: Wakui Ken
- Đạo diễn: Hanabusa Tsutomu
- Kịch bản: Takahashi Izumi
- Sản xuất: Ủy ban chế tác phim điện ảnh "Tokyo Revengers"

#### Diễn viên
- Kitamura Takumi vai Hanagaki Takemichi
- Sugino Yousuke vai Tachibana Naoto
- Yoshizawa Ryou vai Sano Manjirou
- Yamada Yuuki vai Ryuuguuji Ken
- Imada Mio vai Tachibana Hinata
- Maeda Gordon vai Mitsuya Takashi
- Mamiya Shoutarou vai Kisaki Tetta
- Shimizu Hiroya vai Hanma Shuuji
- Isomura Hayato vai Sendou Atsushi
- Suzuki Nobuyuki vai Kiyomasa Masataka

#### Điểm khác biệt với nguyên tác
Thay đổi thời điểm du hành thời gian của Takemichi từ 12 năm trước (cấp 2) thành 10 năm trước (cấp 3).

#### Blu-ray＆DVD
Blu-ray & DVD được phát hành ngày 22 tháng 12 năm 2021.

### Tokyo Revengers 2 - Huyết chiến Halloween
Ngày 31 tháng 8 năm 2022, sau khi lần đầu tiên phát sóng trên truyền hình thì đã có thông báo sản xuất phần tiếp theo của Live-Action movie. Dự kiện sẽ có 2 phần: Vận Mệnh và Quyết Chiến được công chiếu vào ngày 21 tháng 4 và ngày 30 tháng 6 năm 2023.
Phần Vận Mệnh có mức doanh thu đạt hơn 2.71 tỉ yên (khoảng 17.21 triệu USD). Phần Quyết Chiến có mức doanh thu đạt hơn 2.34 tỉ yên (khoảng 14.58 triệu USD).
| Nguyên tác         | Wakui Ken                                                                                        |
| Đạo diễn           | Hanabusa Tsutomu                                                                                 |
| Kịch bản           | Takahashi Izum                                                                                   |
| Âm nhạc:           | Yamada Yutaka                                                                                    |
| Bài hát chủ đề:    | "Gradation" - SUPER BEAVER (phần 1: Vận Mệnh) "Hakanakunai" - SUPER BEAVER (phần 2: Quyết Chiến) |
| Phụ trách chế tác: | Ishihara Takashi, Ikeda Hiroyuki, Matsumoto Tomoki                                               |
| Sản xuất           | Okada Shouta, Inaba Naohito                                                                      |
| Quay phim:         | Ezaki Tomoo                                                                                      |
| Phân phối          | Warner Bros. Japan                                                                               |
| Chế tác            | Ủy ban chế tác phim điện ảnh "Tokyo Revengers"                                                   |

#### Nhân sự
- Nguyên tác: Wakui Ken
- Đạo diễn: Hanabusa Tsutomu
- Kịch bản: Takahashi Izumi
- Sản xuất: Ủy ban chế tác phim điện ảnh "Tokyo Revengers"

#### Diễn viên
- Kitamura Takumi vai Hanagaki Takemichi
- Sugino Yousuke vai Tachibana Naoto
- Yoshizawa Ryou vai Sano Manjirou
- Yamada Yuuki vai Ryuuguuji Ken
- Imada Mio vai Tachibana Hinata
- Maeda Gordon vai Mitsuya Takashi
- Mamiya Shoutarou vai Kisaki Tetta
- Shimizu Hiroya vai Hanma Shuuji
- Isomura Hayato vai Sendou Atsushi
- Takasugi Mahiro vai Matsuno Chifuyu
- Murakami Nijiro vai Hanemiya Kazutora
- Nagayama Kento vao Baji Keisuke

#### Blu-ray＆DVD
Blu-ray & DVD được phát hành ngày 8 và 22 tháng 12 năm 2023.

## Stage Play (Sân khấu kịch)
Ngày 19 tháng 5 năm 2021, đã có thông báo rằng Tokyo Revengers sẽ nhận được chuyển thể sân khấu kịch công diễn tại Osaka, Tokyo, Kanagawa vào tháng 8 năm 2021!
Ngày 19 tháng 12 năm 2021, đã có quyết định công diễn sân khấu kịch phần tiếp theo mang tên Tokyo Revengers - Halloween đẫm máu vào tháng 3 năm 2022 tại Osaka và Tokyo.
Ngày 25 tháng 7 năm 2023, đã có quyết định công diễn sân khấu kịch phần tiếp theo mang tên Tokyo Revengers - Quyết chiến đêm Giáng sinh vào tháng 12 năm 2023 và tháng 1 năm 2024 tại Osaka và Tokyo.

### Nhân sự
- Nguyên tác: Wakui Ken
- Biên kịch/Đạo diễn: Ise Naohiro
- Sản xuất: Ủy ban chế tác sân khấu kịch "Tokyo Revengers"

### Diễn viên
- Kizu Tsubasa vai Hanagaki Takemichi
- Noguchi Jun vai Tachibana Naoto
- Matsuda Ryou vai Sano Manjirou
- Jinnai Shou vai Ryuuguuji Ken
- Hanase Kotone vai Tachibana Hinata
- Aizawa Rita vai Mitsuya Takashi
- Kikuchi Shuuji vai Hanma Shuuji
- Nakao Masaki vai Sendou Atsushi
- Nakashima Daichi vai Hayashida Haruki
- Kawasumi Bishin vai Hayashi Ryouhei
- Sakuraba Haruto vai Kiyomasa Masataka
- Nitta Kenta vai Osanai Nobutaka
- Ueda Kandai vai Baji Keisuke
- Ueda Keisuke vai Matsuno Chifuyu
- Akazawa Tomoru vai Hanemiya Kazutora
- Yuuki Kazuya vai Kisaki Tetta
- Hashimoto Shouhei vai Kokonoi Hajime
- Itokawa Youjirou vai Inui Seishuu
- Arai Shou vai Shiba Taiju
- Tanaka Ryousei vai Shiba Hakkai
- Iikubo Haruna vai Shiba Yuzuha
- Itou Momoka vai Sano Ema

### Công diễn

#### "Tokyo Revengers"
- Công diễn tại Osaka: từ ngày 6 tới ngày 8 tháng 8 năm 2021 / Cool Japan Park Osaka WWHall
- Công diễn tại Tokyo: từ ngày 12 tới ngày 14 tháng 8 năm 2021 / Nihon Seinenkan Hall
- Công diễn tại Kanagawa: từ ngày 19 tới ngày 22 tháng 8 năm 2021 / KT Zepp Yokohama

#### "Tokyo Revengers - Halloween đẫm máu"
- Công diễn tại Osaka: từ ngày 18 tới ngày 21 tháng 3 năm 2022 / Cool Japan Park Osaka WWHall
- Công diễn tại Tokyo: từ ngày 25 tháng 3 tới ngày 3 tháng 4 năm 2022 / Hall Lobby

#### "Tokyo Revengers - Quyết chiến đêm Giáng sinh"
- Công diễn tại Osaka: từ ngày 22 tới ngày 25 tháng 12 năm 2023 / Higashi-Osaka Cultural Creation Hall - Dream House Big Hall
- Công diễn tại Tokyo: từ ngày 29 tháng 12 năm 2023 tới ngày 8 tháng 1 năm 2024 / Shinagawa Prince Hotel - Stellar Ball

### Blu-ray＆DVD
Blu-ray & DVD "Tokyo Revengers" được phát hành ngày 22/2/2022.
Blu-ray & DVD "Tokyo Revengers - Halloween đẫm máu" được phát hành ngày 5/10/2022.

## Musical (Nhạc kịch)
Ngày 19 tháng 6 năm 2023, đã có thông báo rằng Tokyo Revengers sẽ nhận được chuyển thể nhạc kịch công diễn tại Tokyo và Osaka vào tháng 11-12 năm 2023!

### Nhân sự
- Đạo diễn: Miura Kaori
- Kịch bản/Lời bài hát: Akazawa Mook
- Âm nhạc: manzo
- Biên đạo: Toyama Shoji, YOU

### Diễn viên
- Takenaka Ryohei vai Hanagaki Takemichi
- Kitamura Ryo vai Sano Manjirou
- Isaka Ikumi vai Ryuuguuji Ken
- Kubo Yudai vai Sendou Atsushi
- Sakayori Futa vai Mitsuya Takashi
- Hirano Taishin vai Hayashi Ryouhei
- Koki vai Hayashida Haruki
- Kawakami Masahiro vai Kiyomizu Masataka
- Isono Dai vai Hanma Shuuji
- Takada Makoto vai Osanai Nobutaka
- Sato Nobunaga vai Tachibana Naoto
- Sasaki Maika (=LOVE) vai Tachibana Hinata
- Yokota Ryugi vai Kisaki Tetta

### Công diễn
- Công diễn tại Tokyo: từ ngày 24 tháng 11 đến ngày 26 tháng 11 năm 2023 / The Galaxy Theatre Tennozu
- Công diễn tại Osaka: từ ngày 1 tháng 12 đến ngày 3 tháng 12 năm 2023 / Mielparque Hall Osaka

### Blu-ray＆DVD
Blu-ray & DVD "Tokyo Revengers" được phát hành ngày 5/6/2024.

## Tác phẩm Spin-off

### Todai Revengers
Spin-off hài hước chính thức "Todai Revengers" được đăng tải trên ứng dụng Magazine Poket từ ngày 3 tháng 11 năm 2021 do Funatsu Shinpei sáng tác và nhận được sự chấp thuận từ tác giả Wakui Ken. Truyện kết thúc ở tập 6 phát hành ngày 17 tháng 5 năm 2023.

#### Xuất bản
| Tập | Ngày phát hành            | ISBN                   |
| --- | ------------------------- | ---------------------- |
| 1   | Ngày 17 tháng 2 năm 2022  | ISBN 978-4-06-526902-2 |
| 2   | Ngày 17 tháng 5 năm 2022  | ISBN 978-4-06-527914-4 |
| 3   | Ngày 17 tháng 8 năm 2022  | ISBN 978-4-06-528745-3 |
| 4   | Ngày 17 tháng 11 năm 2022 | ISBN 978-4-06-529632-5 |
| 5   | Ngày 17 tháng 1 năm 2023  | ISBN 978-4-06-530345-0 |
| 6   | Ngày 17 tháng 5 năm 2023  | ISBN 978-4-06-531572-9 |

### Tokyo Revengers - Lá thư từ Baji Keisuke
Spin-off chính thức "Tokyo Revengers - Lá thư từ Baji Keisuke" được đăng tải trên ứng dụng Magazine Pocket từ ngày 27 tháng 7 năm 2022 do Natsukawaguchi Yukinori minh họa và Wakui Ken giám sát nội dung.
Nội dung: Đội trưởng Nhất phiên đội Baji Keisuke đã chết trong trận giao chiến với Valhalla. Đội phó Matsuno Chifuyu thì vẫn chưa chấp nhận được cái chết đó. Vào lúc ấy, một lá thư từ Baji lúc sinh tiền gửi tới tay cậu ấy... Những ngày tháng từ lúc gặp nhau cho tới khi ly biệt của hai người sẽ được hé lộ...!!

#### Xuất bản
| Tập | Ngày phát hành            | ISBN                   |
| --- | ------------------------- | ---------------------- |
| 1   | Ngày 17 tháng 11 năm 2022 | ISBN 978-4-06-529378-2 |
| 2   | Ngày 17 tháng 1 năm 2023  | ISBN 978-4-06-530349-8 |
| 3   | Ngày 17 tháng 5 năm 2023  | ISBN 978-4-06-531256-8 |
| 4   | Ngày 17 tháng 10 năm 2023 | ISBN 978-4-06-532871-2 |
| 5   | Ngày 17 tháng 6 năm 2024  |                        |

## Triển lãm

### TOKYO 卍 REVENGERS EXHIBITION
Triển lãm TOKYO 卍 REVENGERS EXHIBITION được tổ chức tại Tokyo từ 29/1 tới 14/2/2022 và Osaka từ 19/3 đến 27/3/2022 bao gồm cả manga, anime và live-action movie. Đây là triển lãm có quy mô lớn nhất trong lịch sử Tokyo Revengers.

### TOKYO 卍 REVENGERS EXHIBITION RETURN
Với sự thành công khi tổ chức tại Tokyo và Osaka, TOKYO 卍 REVENGERS EXHIBITION RETURN được quyết định tổ chức tại Nagoya từ 29/4 tới 22/5, tại Niigata từ 4/6 tới 18/7, tại Sendai từ 30/7 tới 28/8, tại Fukuoka từ 14/9 tới 25/9, tại Kanazawashi từ 6/10 tới 28/10, tại Sapporo từ 3/11 tới 27/11 và tại Yokohama từ 3/12 tới 25/12 trong năm 2022.

### TOKYO 卍 REVENGERS EXHIBITION - THE FINAL WORLD LINE
Được tổ chức tại Tokyo City View nằm trong Roppongi Hills, Tokyo từ 27/11/2023 tới 4/2/2024. Cuộc chiến chưa từng được vẽ ở chương 278 cũng sẽ được công bố tại triển lãm này. Việc tham quan trước sẽ diễn ra từ 23 đến 26/11/2023.
Triển lãm cũng được tổ chức tại Osaka từ 1/3 tới 30/6, tại Fukuoka từ 24/7 tới 12/8 trong năm 2024.

## Game

### Tokyo Revengers Pazuribe! Road to National Domination
Ngày 18 tháng 12 năm 2021, đã có thông báo sản xuất game mobile nguyên bản đầu tiên của Tokyo Revengers với thể loại là puzzle thống lĩnh toàn quốc. Game được phát hành chính thức tại cả iOS và Android vào ngày 7/12/2022.

### Tokyo Revengers Last Mission
Ngày 18 tháng 12 năm 2021, đã có thông báo game nhập vai hành động 3D hoàn toàn mới của Tokyo Revengers đang được phát triển! Dự kiến ra mắt trên di động vào năm 2024! Bên cạnh đó game cũng được lên kế hoạch triển khai cho PC, PlayStation 4/5, Nintendo Switch.
Đây sẽ là một trò chơi dựa trên việc lặp lại du hành thời gian và báo thù tương lai tồi tệ nhất với bối cạnh tập trung ở Shibuya. Việc tái hiện lại một cách chân thực cùng chất lượng cao đường phố của Shibuya và các nhân vật 3D cũng là điểm đáng chú ý. Ngoài ra, câu chuyện chính bám sát nguyên tác và giọng nói của các diễn viên lồng tiếng, những người khiến các nhân vật trở nên sống động là những điều không thể bỏ qua.

## Giải thưởng
Vào năm 2020, manga đã giành được Giải thưởng Manga Kodansha thường niên lần thứ 44 ở hạng mục shōnen.

## Xuất bản tại Việt Nam

### Tokyo Revengers
| Tập | Ngày phát hành            | Số chương      |
| --- | ------------------------- | -------------- |
| 1   | Ngày 22 tháng 5 năm 2022  | Chương 1-14    |
| 2   | Ngày 8 tháng 7 năm 2022   | Chương 15-33   |
| 3   | Ngày 15 tháng 8 năm 2022  | Chương 34-51   |
| 4   | Ngày 8 tháng 9 năm 2022   | Chương 52-70   |
| 5   | Ngày 8 tháng 10 năm 2022  | Chương 71-88   |
| 6   | Ngày 8 tháng 11 năm 2022  | Chương 89-107  |
| 7   | Ngày 8 tháng 12 năm 2022  | Chương 108-125 |
| 8   | Ngày 8 tháng 1 năm 2023   | Chương 126-143 |
| 9   | Ngày 8 tháng 2 năm 2023   | Chương 144-161 |
| 10  | Ngày 8 tháng 3 năm 2023   | Chương 162-179 |
| 11  | Ngày 22 tháng 6 năm 2023  | Chương 180-197 |
| 12  | Ngày 22 tháng 6 năm 2023  | Chương 198-215 |
| 13  | Ngày 8 tháng 7 năm 2023   | Chương 216-233 |
| 14  | Ngày 8 tháng 8 năm 2023   | Chương 234-251 |
| 15  | Ngày 13 tháng 10 năm 2023 | Chương 252-278 |

### Character Book
| Tên                                                 | Ngày phát hành            |
| --------------------------------------------------- | ------------------------- |
| Tokyo Revengers Character Book 1                    | Ngày 22 tháng 6 năm 2023  |
| Tokyo Revengers Character Book 2                    | Ngày 15 tháng 7 năm 2023  |
| Tokyo Revengers Character Book 3                    | Ngày 13 tháng 10 năm 2023 |
| Tokyo Revengers Character Directory - REMEMBER YOU! | Ngày 28 tháng 4 năm 2024  |